# 祝有容
祝有容，中华人民共和国政治人物、外交官。1988年，接替朱显松担任中华人民共和国驻贝宁大使。1992年，由赵惠民接任。1995年，担任中华人民共和国驻喀麦隆大使。